# Derrick Köhn
Derrick Arthur Köhn (* 4. Februar 1999 in Hamburg) ist ein deutscher Fußballspieler. Der Linksverteidiger steht aktuell beim 1. FC Union Berlin unter Vertrag.

## Karriere

### Vereine
Köhn, dessen Eltern aus Ghana stammen, wurde in Hamburg geboren. Er spielte in der Jugend unter anderem für den Stadtteilverein Bramfelder SV, ehe er 2013 in die Jugendabteilung des Hamburger SV wechselte. Mit der U-19 des HSV spielte er in der Nord/Nordoststaffel der A-Junioren-Bundesliga stets um den Staffelsieg mit, wurde mit dem Team einmal Dritter und einmal Vierter.
Im Sommer 2017 wechselte er zum FC Bayern München. Trotz der Möglichkeit, noch in der A-Jugend der Münchener eingesetzt zu werden, spielte er überwiegend bei den Bayern-Amateuren in der Regionalliga Bayern, für die U-19 lediglich jeweils dreimal in der Bundesliga und in der UEFA Youth League, in der man am 21. Februar 2018 im Achtelfinale – trotz seines Tores zum 1:1 – mit 2:3 an Real Madrid scheiterte. In der Saison 2018/19 stieg der zum Stammspieler herangereifte Verteidiger mit den Amateuren in die 3. Liga auf. Zu Beginn der Saison musste er noch wegen einer Sprunggelenksverletzung pausieren, konnte sich im Verlauf der Hinrunde aber schnell wieder in die Startelf spielen.
Zur Saison 2020/21 wechselte der Verteidiger gemeinsam mit seinem Bayern-Mitspieler Kwasi Okyere Wriedt zum niederländischen Erstligisten Willem II Tilburg. Beide unterschrieben einen Vertrag mit einer Laufzeit bis zum 30. Juni 2023.
Zur Saison 2022/23 wurde er vom Zweitligisten Hannover 96 verpflichtet, bei dem er einen bis zum 30. Juni 2025 datierten Vertrag erhielt. Köhn kam bei Hannover 96 zu 53 Zweitligaspielen und erzielte acht Tore. Im Februar 2024 wechselte er in die Türkei zu Galatasaray Istanbul.
Am letzten Tag des Bundesliga Transferfensters vor der Saison 2024/25 verlieh Galatasaray Istanbul Köhn an Werder Bremen. Laut Galatasaray sicherte sich Werder Bremen eine Kaufoption in Höhe von 5,125 Millionen Euro zu. Bei seinem Debüt gegen den 1. FSV Mainz 05 erzielte Köhn sein erstes Tor für die Bremer.
Mitte August 2025 wechselte Köhn kurz vor Beginn der Saison 2025/26 nach 19 Einsätzen für Galatasaray bzw. 27 für Werder zum 1. FC Union Berlin.

### Nationalmannschaft
Am 12. November 2017 debütierte er als Nationalspieler in Deryneia beim 3:0-Sieg der U-19-Nationalmannschaft über die Nationalmannschaft Zyperns.

## Statistik
Leistungsdaten (Vereine; Stand 18. Februar 2024)
| Saison  | Wettbewerb                  | Verein               | Spiele | Tore | Torvorlagen | Gelb/Gelb-Rot/Rot |
| ------- | --------------------------- | -------------------- | ------ | ---- | ----------- | ----------------- |
| 2023/24 | Süper Lig                   | Galatasaray Istanbul | 1      | 0    | 0           | 1/0/0             |
|         | 2. Bundesliga               | Hannover 96          | 20     | 3    | 6           | 3/0/0             |
|         | DFB-Pokal                   | Hannover 96          | 1      | 0    | 0           | 0/0/0             |
| 2022/23 | 2. Bundesliga               | Hannover 96          | 33     | 5    | 6           | 7/0/0             |
|         | DFB-Pokal                   | Hannover 96          | 2      | 0    | 0           | 0/0/0             |
| 2021/22 | Eredivisie                  | Willem II Tilburg    | 31     | 1    | 1           | 0/1/0             |
|         | KNVB Beker                  | Willem II Tilburg    | 1      | 0    | 0           | 0/0/0             |
| 2020/21 | Eredivisie                  | Willem II Tilburg    | 31     | 0    | 1           | 3/0/1             |
|         | KNVB Beker                  | Willem II Tilburg    | 1      | 0    | 0           | 0/0/0             |
|         | Europa League Quali         | Willem II Tilburg    | 2      | 0    | 0           | 0/0/0             |
| 2019/20 | 3. Liga                     | Bayern München II    | 28     | 2    | 8           | 7/0/0             |
| 2018/19 | Aufstiegsrunde zur 3. Liga  | Bayern München II    | 2      | 0    | 0           | 1/0/0             |
|         | Regionalliga Bayern         | Bayern München II    | 28     | 0    | 2           | 2/0/0             |
| 2017/18 | Regionalliga Bayern         | Bayern München II    | 32     | 2    | 5           | 2/2/0             |
|         | UEFA Youth League           | Bayern München U19   | 3      | 1    | 1           | 1/0/0             |
|         | U19-Bundesliga Süd/Südwest  | Bayern München U19   | 3      | 0    | 0           | 0/0/0             |
|         | DFB-Pokal der Junioren      | Bayern München U19   | 1      | 0    | 0           | 0/0/0             |
| 2016/17 | U19-Bundesliga Nord/Nordost | Hamburger SV U19     | 25     | 1    | 4           | 1/1/0             |
| 2015/16 | U17-Bundesliga Nord/Nordost | Hamburger SV U17     | 20     | 0    | 1           | 4/0/0             |
| Gesamt  | Gesamt                      | Gesamt               | 265    | 15   | 35          | 32/4/1            |

## Erfolge
FC Bayern München
- Meister 3. Liga 2020
- Meister Regionalliga Bayern 2019 und Aufstieg in die 3. Liga

Galatasaray Istanbul
- Türkischer Supercupsieger: 2023
- Türkischer Meister: 2024